# Geneseo (Nueva York)
Geneseo (pronunciado: dʒɛnɨˈsiːoʊ) es el nombre de una localidad del condado de Livingston en el Estado de Nueva York, Estados Unidos, a las afueras de Rochester. Su población es de alrededor de  9,600 habitantes, de los cuales 7,600 viven en su área urbana. El nombre de "Geneseo" es una anglinizacion de su nombre original en Iroqués: Gen-nis-he-yo (Que significa "Hermoso Valle").
La villa de Geneseo es la sede de condado de Livingston y al oeste del municipio esta la unión de las carreteras estatales 39 y 63 con la ruta federal 20A. Una parte de la villa, el distrito histórico de Geneseo fue designado Hito Histórico Nacional por el Departamento del Interior de los Estados Unidos en 1991.
La Universidad Estatal de Nueva York en su campus de Geneseo (SUNY Geneseo)  tiene aproximadamente 5,000 estudiantes de grado. El aeropuerto de Geneseo (D52) está al oeste de la aldea.

## Geografía
Geneseo se encuentra ubicada en las coordenadas 42°47′45″N 77°48′49″O / 42.79583, -77.81361.

## Demografía

### Del pueblo
Según la Oficina del Censo en 2000 los ingresos medios por hogar en la localidad eran de $40,660, y los ingresos medios por familia eran $62,206. Los hombres tenían unos ingresos medios de $42,218 frente a los $25,969 para las mujeres. La renta per cápita para la localidad era de $15,303. Alrededor del 8.7% de la población estaban por debajo del umbral de pobreza.

### De la villa
Según la Oficina del Censo en 2000 los ingresos medios por hogar en la localidad eran de $30,438, y los ingresos medios por familia eran $59,500. Los hombres tenían unos ingresos medios de $40,915 frente a los $26,382 para las mujeres. La renta per cápita para la localidad era de $12,239. Alrededor del 14.1% de la población estaban por debajo del umbral de pobreza.